# Colin Nish
Colin John Nish (Edimburgo, 7 marzo 1981) è un ex calciatore scozzese, di ruolo attaccante.

## Carriera

### Club
Da bambino, Nish era un tifoso dell'Hibernian, squadra della sua città natale - Edimburgo -, ma inizia la sua carriera con il Dunfermline, debuttando nella Scottish Premier League il 7 febbraio 1999 . Vive successivamente due periodi di prestito all'Alloa Athletic e uno al Clyde.
Nel 2003 rescinde il contratto che lo lega al Dunfermline e ne firma uno con il Kilmarnock. Sigla inizialmente un contratto di sei mesi, che scade nel periodo natalizio, per poi rinnovarlo per altri 18 mesi. Dopo il trasferimento di Kris Boyd dai Killies ai Rangers, Colin Nish riesce ad entrare in forma e a dare un buonissimo contributo alla causa.
Nell'ottobre del 2007 rifiuta il rinnovo contrattuale proposto dalla società del Kilmarnock, scelta che non può che significare una sua partenza nel mercato di gennaio oppure nella sessione estiva a parametro zero. Dopo 145 presenze e 40 reti in campionato, il 31 gennaio del 2008 trova un accordo su base triennale con il club di cui era tifoso da bambino, l'Hibernian di Edimburgo. Fa il suo debutto con gli Hibs il 9 febbraio nell'1-1 esterno contro il Dundee United, andando per la prima volta a segno nella partita casalinga contro il Gretna, il 13 febbraio. La sua stagione si conclude con 15 presenze e 7 goal.
Abbandonato il calcio, dal 2013 ha intrapreso la carriera di allenatore  abilitato con licenza 'A' UEFA. 

## Statistiche

### Presenze e reti nei club
| Stagione           | Squadra            | Campionato         | Campionato | Campionato | Coppe nazionali | Coppe nazionali | Coppe nazionali | Coppe europee | Coppe europee | Coppe europee | Totale | Totale |
| Stagione           | Squadra            | Comp               | Pres       | Reti       | Comp            | Pres            | Reti            | Comp          | Pres          | Reti          | Pres   | Reti   |
| ------------------ | ------------------ | ------------------ | ---------- | ---------- | --------------- | --------------- | --------------- | ------------- | ------------- | ------------- | ------ | ------ |
| 1998-1999          | Dunfermline        | SPL                | 2          | 0          | SFAC            | 1               | 0               | -             | -             | -             | 3      | 0      |
| 1999-2000          | Dunfermline        | S1D                | 2          | 0          | SLC             | 1               | 0               | -             | -             | -             | 3      | 0      |
| 2000               | Alloa              | S2D                | 13         | 5          | -               | -               | -               | -             | -             | -             | 13     | 5      |
| 2000-2001          | Dunfermline        | SPL                | 4          | 0          | -               | -               | -               | -             | -             | -             | 4      | 0      |
| 2001               | Alloa              | S1D                | 10         | 3          | -               | -               | -               | -             | -             | -             | 10     | 3      |
| Totale Alloa       | Totale Alloa       | Totale Alloa       | 23         | 8          | -               | -               | -               | -             | -             | -             | 23     | 8      |
| 2001-2002          | Dunfermline        | SPL                | 14         | 0          | -               | -               | -               | -             | -             | -             | 14     | 0      |
| Totale Dunfermline | Totale Dunfermline | Totale Dunfermline | 22         | 0          | SFAC+SLC        | 1+1             | 0+0             | -             | -             | -             | 24     | 0      |
| 2002-2003          | Clyde              | S1D                | 15         | 5          | SLC             | 1               | 0               | -             | -             | -             | 16     | 5      |
| 2003-2004          | Kilmarnock         | SPL                | 30         | 9          | SFAC+SLC        | 1+1             | 1+0             | -             | -             | -             | 32     | 10     |
| 2004-2005          | Kilmarnock         | SPL                | 26         | 4          | SFAC            | 2               | 1               | -             | -             | -             | 28     | 5      |
| 2005-2006          | Kilmarnock         | SPL                | 34         | 7          | SFAC+SLC        | 1+2             | 1+0             | -             | -             | -             | 37     | 8      |
| 2006-2007          | Kilmarnock         | SPL                | 33         | 13         | SFAC+SLC        | 1+5             | 1+0             | -             | -             | -             | 39     | 14     |
| 2007-2008          | Kilmarnock         | SPL                | 22         | 8          | SFAC+SLC        | 1+2             | 1+1             | -             | -             | -             | 25     | 10     |
| Totale Kilmarnock  | Totale Kilmarnock  | Totale Kilmarnock  | 145        | 41         | SFAC+SLC        | 6+10            | 5+1             | -             | -             | -             | 161    | 47     |
| 2008               | Hibernian          | SPL                | 15         | 4          | -               | -               | -               | -             | -             | -             | 15     | 4      |
| 2008-2009          | Hibernian          | SPL                | 4          | 3          | SLC             | 1               | 0               | Intertoto     | 2             | 0             | 7      | 3      |
| Totale Hibernian   | Totale Hibernian   | Totale Hibernian   | 19         | 7          | SLC             | 1               | 0               | Intertoto     | 2             | 0             | 21     | 7      |
| Totale Carriera    | Totale Carriera    | Totale Carriera    | 238        | 72         | SFAC+SLC        | 8+14            | 5+1             | Intertoto     | 2             | 0             | 246    | 67     |